# XMQ-17 (航空機)
XMQ-17
- 用途：試作機・偵察機
- 設計者：MTCテクノロジーズ
- 製造者：MTCテクノロジーズ
- 運用者：不採用

XMQ-17は、アメリカ合衆国の試作無人偵察機。
MTCテクノロジーズは、アメリカ合衆国海兵隊の師団レベルでの偵察を行うUAV開発計画（USMC Tier II）を、同社が開発していたスパイホーク（SpyHawk）UAVで受注した。
運用は圧縮空気により、牽引式のランチャーから射出し、ホンダ GX-57ガソリンエンジンで飛行を行うものであった。
スパイホークは、アルクトゥルスUAVの開発した2種のUAVを元に、その中間サイズのUAVとして設計された。民間向けとしては、観測機としての市場を目指していた。
購入計画は2008年1月10日にキャンセルされた。また2007年12月27日、MTCテクノロジーズはBAEシステムズに買収される事が決定、2008年に買収された。

## 要目
出典: Designation-Systems.Net、Defense Update Portal
諸元
- 乗員: 0
- 全長: 不明
- 全高: 不明
- 翼幅: 3.89m（12フィート9インチ）
- 空虚重量: 28.4kg （62.7ポンド）
- 運用時重量: 39kg （85ポンド）
- 有効搭載量: 9kg （20ポンド）
- 動力: ホンダ GX-57 ガソリンエンジン、    × 1

性能
- 巡航速度: 83km （52マイル）
- 航続距離: 90km （50nm）
- 実用上昇限度: 4500m （15,000フィート）
- *滞空時間：16時間（12 - 13ポンド搭載時）